# Культура ямных погребений (Италия)
Культура ямных погребений в Италии существовала на юге Калабрии, Кампаньи и Искьи около X века до н. э. Названа по своеобразному методу погребения покойных. Поскольку данный метод был распространён и в других частях света, у данной культуры имеются «двойники» — культуры, носящие то же название, но существовавшие в иных странах и в иные исторические периоды.
Покойников хоронили в прямоугольных могилах, поверх которых устанавливалась небольшая каменная пирамидка. В могилу также укладывались богатые погребальные дары, включавшие оружие и бронзовые украшения, а также погребальная пища.
Керамика, идентичная керамике Калабрии, обычно серого или чёрного цвета, покрытая чёрной глазурью, украшенная геометрическими фигурами в виде насечек, заполненных белой пастой, обнаружена на Мальте, что позволяет предположить происхождение мальтийской культуры того периода от мигрантов из Италии.